# マルギタ
マルギタ（ルーマニア語: Marghita）は、ルーマニアのビホル県に属する都市。ハンガリー語名はマルギッタ（Margitta）。

## 歴史
地名は地元の守護聖人である聖マルギトから派生した。1216年に初めてその名が登場する。14世紀から、封建制のもとハンガリー人領主の支配を受けた。
1376年にハンガリー王ラヨシュ1世から市場の設立が認められ、商業の街として発展した。1467年から1514年にかけて、たびたび農民が反乱を起こした。14世紀初頭に現在のビホル県やハンガリーともどもオスマン帝国領となった。
1823年に大火が起こり、街の半分が焼けた。1848年革命後は農民も奴隷同然となり、工業で発展した。第二次世界大戦ではナチス・ドイツによるホロコーストのもと、1944年におよそ2100人のユダヤ人が絶滅、強制、労働収容所に送られた。うち生還したのは450名ほどであった。1947年にはソビエト連邦支配のもとルーマニアにも共産主義が導入され、工場や土地は国営化、工業生産の一翼を担った。

## 政治
市議会の定数は17で、2004年の選挙による勢力分野は次の通りである。
- ハンガリー人民主同盟 - 9議席
- 公正・真理同盟 - 5議席
- 社会民主党 - 3議席

## 人口
自治体としての人口は1万9000人で、このうち1万7000人がマルギタ市に、1200人がケト村に、800人がゲネチャ村に住む。民族別の人口構成は次の通り。
- ルーマニア人 - 50%
- ハンガリー人 - 46%
- その他（スロヴァキア人やロマ） - 4%